# Mitch Daniels

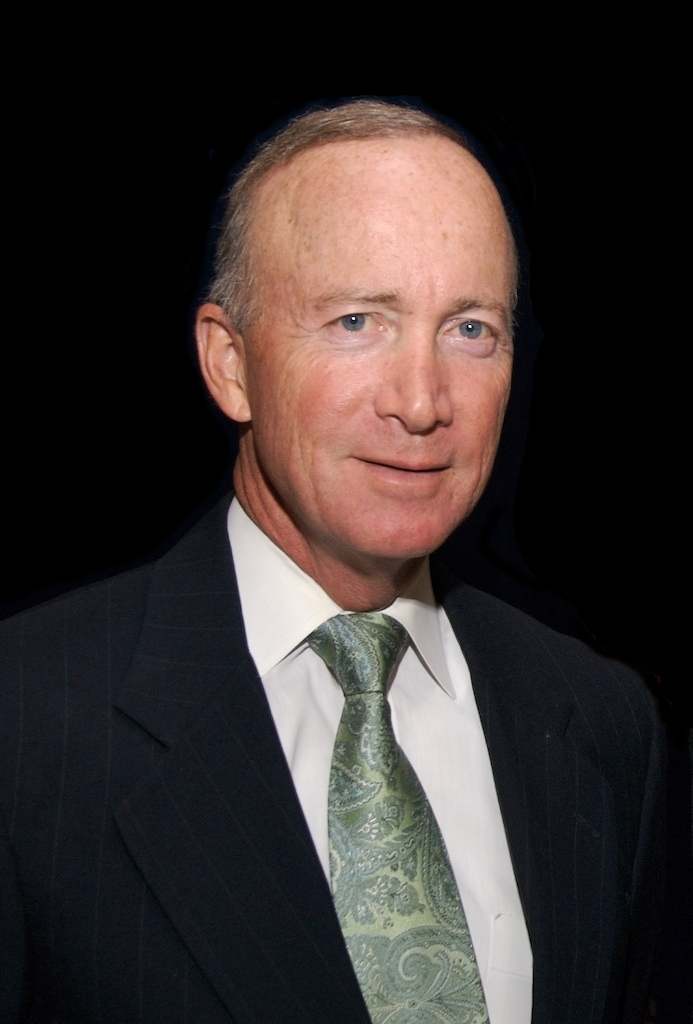
Mitch Daniels (2009)

Mitchell Elias „Mitch“ Daniels Jr. (* 7. April 1949 in Monongahela, Pennsylvania) ist ein US-amerikanischer Politiker. Er war von 2005 bis 2013 Gouverneur des Bundesstaates Indiana.

## Frühe Jahre
Mitch Daniels verbrachte seine Jugend in Pennsylvania und Georgia. Im Jahr 1967 beendete er die North Central High School in Indianapolis. Daniels erhielt einen Bachelor-Abschluss von der Woodrow Wilson School of Public and International Affairs an der Princeton University 1971. Anschließend studierte er an der Georgetown University Jura. Dort machte er im Jahr 1979 sein juristisches Examen.

## Politischer Aufstieg zum Gouverneur von Indiana
Daniels ist Mitglied der Republikanischen Partei. In den 1970er Jahren arbeitete er im Team von Richard Lugar zu dessen Wiederwahl als Bürgermeister von Indianapolis. Als Lugar 1976 in den US-Senat gewählt wurde, machte er Daniels zu seinem Stabschef. 1985 wurde Daniels politischer Berater von Präsident Ronald Reagan. 1987 kehrte Daniels nach Indiana zurück, wo er das Hudson Institute leitete, eine konservative Denkfabrik. 1990 wechselte er zum Pharmakonzern Eli Lilly and Company. Im Laufe seiner Karriere dort verteidigte er den Blockbuster Prozac gegen eine Kampagne von Scientology. 2001 berief Präsident George W. Bush ihn zum Leiter des Office of Management and Budget; als solcher war Daniels Kabinettsmitglied. Im November 2004 konnte er sich als Kandidat seiner Partei gegen den amtierenden Gouverneur Joe Kernan durchsetzen. Damit wurde er zum 49. Gouverneur von Indiana gewählt. Er trat sein neues Amt am 1. Januar 2005 an und wurde bei den Gouverneurswahlen am 4. November 2008 bestätigt. Mitchell Daniels ist seit 1978 mit Cheri Lynn Herman verheiratet, mit der er vier Kinder hat; zwischen 1993 und 1997 war Cheri mit einem anderen Mann verheiratet.
Seit 2013 ist Daniels Präsident der Purdue University. 2019 wurde er in die American Academy of Arts and Sciences gewählt.
2017 wurde ihm der japanische mehrfarbige Orden der Aufgehenden Sonne am Band verliehen.